# Сов, Шерно
Шерно Сов (фр. Cherno Sowe; род. 23 ноября 1978) — гамбийский легкоатлет, выступавший в беге на короткие и средние дистанции. Участник летних Олимпийских игр 1996 года.

## Биография
Шерно Сов родился 23 ноября 1978 года.
В 1995 году участвовал в летней Универсиаде в Фукуоке. В беге на 200 метров был дисквалифицирован в предварительном забеге. В беге на 400 метров выбыл в квалификации, показав результат 49,06 секунды.
В 1996 году вошёл в состав сборной Гамбии на летних Олимпийских играх в Атланте. В эстафете 4х100 метров команда Гамбии, за которую также выступали Момоду Сарр, Давда Джаллоу и Па Мамаду Гай, заняла в забеге 1/8 финала последнее, 6-е место, показав результат 41,80 и уступив 2,37 секунды попавшей в четвертьфинал с 3-го места сборной Кот-дʼИвуара.

## Личный рекорд
- Бег на 100 метров — 10,5 (1993)[4]